# Patrick Platzer
Patrick Platzer, avstrijski hokejist, * 29. januar 1992. 
Trenutno igra na položaju na napadalca za VSV EC v U20 avstrijski mladinski ligi in Avstrijski hokejski ligi. 

## Kariera
Platzer je kariero začel v mladinski selekciji moštva VSV EC. 

## Pregled kariere
Odebeljeno - reprezentančni nastopi, glej tudi Statistika pri hokeju na ledu.
| Moštvo | Liga                          | Sezona |    | Redni del | Redni del | Redni del | Redni del | Redni del | Redni del |   | Končnica | Končnica | Končnica | Končnica | Končnica | Končnica |
| ------ | ----------------------------- | ------ | -- | --------- | --------- | --------- | --------- | --------- | --------- | - | -------- | -------- | -------- | -------- | -------- | -------- |
| Moštvo | Liga                          | Sezona | OT | G         | P         | T         | +/-       | KM        | OT        | G | P        | T        | +/-      | KM       |          |          |
| VSV EC | U20 avstrijska mladinska liga | 07/08  |    | 1         | 1         | 1         | 2         |           | 0         |   |          |          |          |          |          |          |
| VSV EC | U20 avstrijska mladinska liga | 08/09  |    | 26        | 5         | 12        | 17        |           | 24        |   |          |          |          |          |          |          |
| Skupaj |                               |        |    | 224       | 57        | 80        | 137       | -9        | 159       |   | 8        | 0        | 1        | 1        | -2       | 4        |

## Dosežki
- Avstrijski mladinski prvak v hokeju na ledu (s klubom VSV EC): 2008